# Sphenorhina cygnus
Sphenorhina cygnus är en insektsart som beskrevs av Nast 1949. Sphenorhina cygnus ingår i släktet Sphenorhina och familjen spottstritar. Inga underarter finns listade i Catalogue of Life.